# 李明昌
李明昌（1951年—），四川成都人，汉族，中华人民共和国政治人物、第十一届全国人民代表大会四川地区代表。
毕业于西南财经大学金融专业，是中共党员。担任中国人民银行成都分行行长、国家外汇管理局四川省分局局长。2008年起担任全国人大代表。